# أسا
أسا (بالفنلندية: Asa)‏ هو رابر ومنتج أسطوانات فنلندي، ولد في 1980 في كيمي في فنلندا.

## وصلات خارجية
- أسا على موقع ميوزك برينز (الإنجليزية)
- أسا على موقع ميوزك برينز (الإنجليزية)
- أسا على موقع ميوزك برينز (الإنجليزية)
- أسا على موقع أول ميوزيك (الإنجليزية)
- أسا على موقع أول ميوزيك (الإنجليزية)
- أسا على موقع أول ميوزيك (الإنجليزية)
- أسا على موقع أول ميوزيك (الإنجليزية)
- أسا على موقع ديسكوغز (الإنجليزية)
- أسا على موقع ديسكوغز (الإنجليزية)
- أسا على موقع ديسكوغز (الإنجليزية)
- أسا على موقع ديسكوغز (الإنجليزية)